# Friedrich Heinrich Kronenberg
Friedrich Heinrich Kronenberg (* 1802 in Halberstadt; † nach 1873) war ein deutscher Architekt und preußischer Baubeamter, der vor allem für seine neugotischen Kirchenbauten Beachtung fand.

## Leben
Kronenberg war zunächst um 1824/1825 als Bauconducteur am Kölner Dom tätig. Im Jahr 1837 wurde er als Baubeamter in Düsseldorf erwähnt. Er war Bauleiter bei der Wiederherstellung des Altenberger Doms. Die Pläne der evangelischen Kirche in Wermelskirchen änderte er 1838 hin zu einem klassizistischen Saalbau mit flacher Decke und eingezogener Apsis.
Im Jahr 1841 wechselte Kronenberg in die Provinz Westfalen. Zwischen 1851 und 1857 war er Bauinspektor bei der Bezirksregierung Arnsberg und zuständig für die Kreise Arnsberg, Meschede, Brilon und Iserlohn.
Im Jahr 1850 erstellte er einen Kostenvoranschlag für die Restaurierung der frühgotischen Nikolaikirche in Obermarsberg. Wegen der hohen Kosten kam es zunächst nicht zu einer Ausführung. Immerhin konnte Kronenberg 1852 Sicherungsarbeiten ausführen.
Nicht ausgeführt wurde sein Entwurf für die evangelische Kirche in Niedermarsberg von 1845. In Velmede errichtete er 1846 mit der Pfarrkirche St. Andreas noch einen Saalraum im Rundbogenstil. Seine Kirchenbauten näherten sich später immer mehr dem neogotischen Stil an. Zwischen 1849 und 1851 wurde nach seinen Plänen St. Pankratius in Reiste erbaut. Es folgte 1851 St. Magnus in Niedermarsberg, St. Pankratius in Warstein (1852), zwischen 1853 und 1858 St. Severin in Calle und von 1854 bis 1857 St. Peter und Paul in Medebach. Nicht ausgeführt wurden seine Pläne von 1857 für die Pfarrkirche in Hüsten.
Er wechselte später seinen Wirkungsort und wurde 1873 in Oppeln in Oberschlesien pensioniert.